# Lars-Olov Strandberg

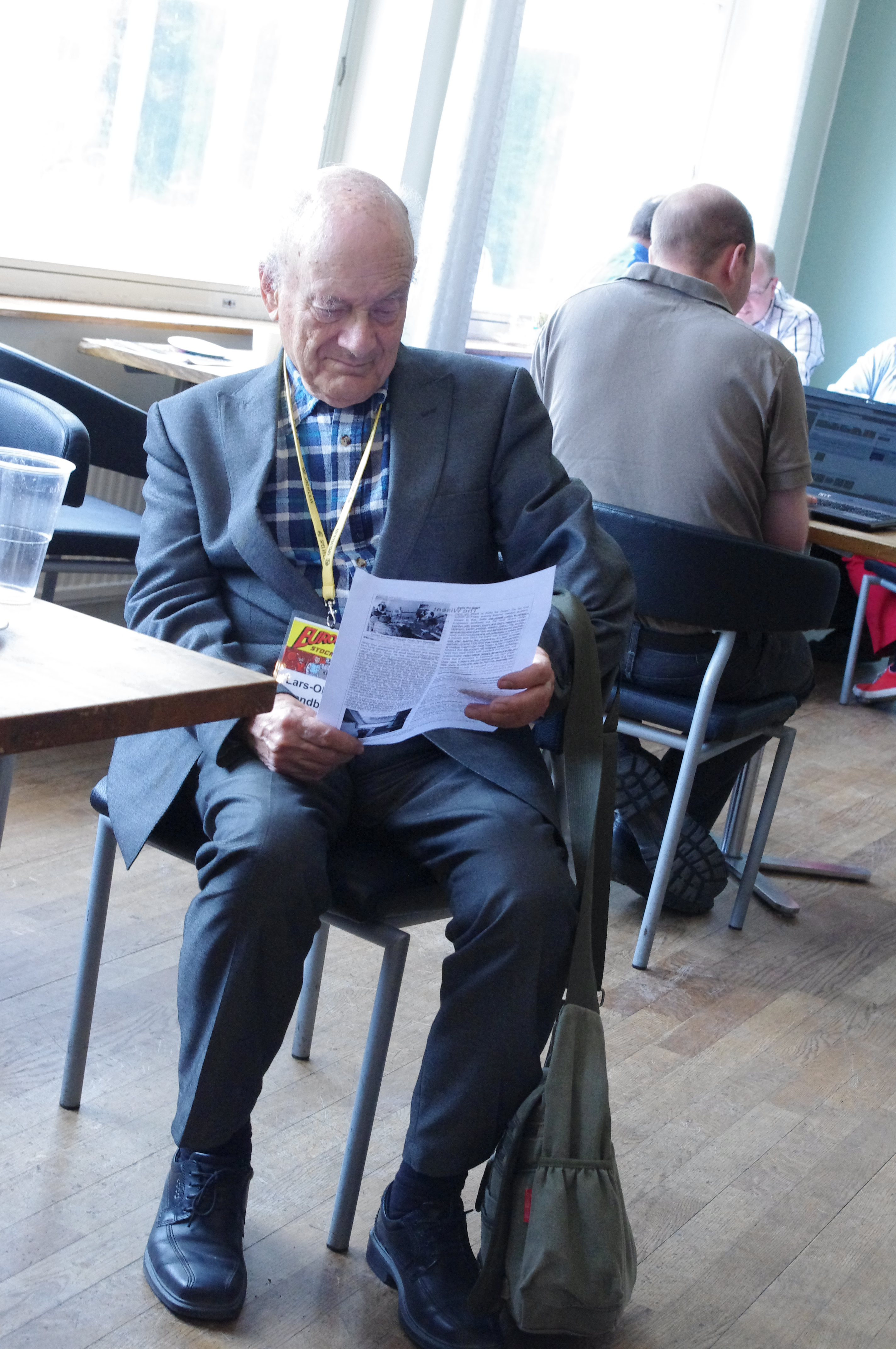
Lars-Olov Strandberg på Swecon (Eurocon) i Stockholm 2011.

Lars-Olov Strandberg, född 26 juli 1929, död 3 mars 2018, var en av de mest välkända profilerna inom den svenska science fiction-rörelsen.  Han var en av grundarna av Skandinavisk Förening för Science Fiction och var under många år föreningens ordförande. Han hade också genom åren förtroendeposter i andra science fiction- och fantasyföreningar, som Forodrim och Alvar Appeltoffts Minnesfond.
Strandberg arrangerade, medverkade vid och deltog i ett otal science fiction-kongresser sedan den första svenska kongressen 1956 och var hedersgäst både vid svenska och utländska kongresser. 2005 var Strandberg fanhedersgäst på science fiction-världskongressen i Glasgow, Interaction.
Strandberg dokumenterade sedan femtiotalet science fiction-rörelsen och innehade en omfattande samling foton om både svensk och utländsk science fiction-rörelse. Bilderna förevisades ofta vid science fiction-kongresser, både i Sverige och utomlands. För sin gärning inom science fiction-rörelsen mottog han 1999 Alvar Appeltoffts Minnespris.